# Chrysanthème
Chrysanthème (Rio de Janeiro, 8 de fevereiro 1869 - 22 de agosto de 1948), pseudônimo de Cecília Moncorvo Bandeira de Mello Rebello de Vasconcellos, foi uma escritora, jornalista e feminista brasileira. Um dos nomes da escrita de mulheres no início do século XX, e pioneira das causas feministas, a autora publicou mais de vinte livros.

## Biografia
Em sua época, Chrysantème foi uma figura pública, em especial por suas crônicas na imprensa. Seu pioneirismo na escrita de mulheres no Brasil foi precedido pela mãe, Emília Moncorvo Bandeira de Melo, que assumiu, em O Paiz, sob o pseudônimo de Carmen Dolores, a coluna de crônicas de Machado de Assis. O pseudônimo Chrysanthème, que às vezes se apresentava como Madame Chrysantème, veio do popular romance homônimo do francês Pierre Loti, que ironicamente descrevia o amor de uma submissa gueixa. Entre seus livros está A infanta Carlota Joaquina (1936), no qual procura contestar o retrato tradicional da rainha luso-brasileira como uma megera. Casou-se aos 19 anos, teve um filho e enviuvou aos 38, em 1907, quando, inspirada pela mãe, deu impulso a sua carreira literária.

## Obras
- Flores modernas (1921);[6]
- Enervadas (1922);[6]
- Gritos femininos (1922);[6]
- Uma estação em Petrópolis (1923);[6]
- Uma paixão (1923);[6]
- Mãe (1924);[6]
- Memórias de um patife aposentado (1924);[6]
- Almas em desordem (1924);[6]
- Vícios modernos (1925);[6]
- Matar! (1927);[6]
- Minha terra e sua gente (1929);[6]
- O que os outros não vêem (1929);[6]
- A mulher dos olhos de gelo (1935);[6]
- Cartas de amor e de vício (1935);[6]
- A infanta Carlota Joaquina (1936) [7][8]